# Fizično nasilje na delovnem mestu
Nasilje na delovnem mestu predstavlja vsaka negativna oblika vedenja oz. dejanja v odnosu med dvema/več osebami v delovnem okolju. Za tovrstno nasilje je značilna agresivnosti, ki se ponavlja ali pa se zgodi povsem nepričakovano . Vse to lahko spremljajo zloraba, zastraševanje in napadi, ki lahko nakazujejo odkrito ali prikrito grožnjo varnosti napadenega delavca ter psihičnemu, materialnemu in socialnemu blagostanju le-tega.

## Delitev narave nasilnih dejanj
Obstaja naslednja delitev narave nasilnih dejanj: fizično, psihično in spolno nasilje. Prvo pomeni uporabo fizične sile proti drugi osebi ali skupini oseb, ki se izraža skozi prizadejanje fizične, spolne ali psihološke škode   Fizično nasilje predstavlja uporabo sile ali resne grožnje z uporabo sile in je nemalokrat posledica psihičnega nasilja. Usmerjeno je na človekovo telo ali njegovo življenje, vse fizične bolečine in posledice le-teh pa lahko spremljajo tudi psihične posledice, ki nastanejo pri žrtvah . Raziskave kažejo, da največ fizičnega nasilja doživijo delavci v zdravstvu in šolstvu.
Pod fizično nasilje avtorji omenjajo odrivanje, klofutanje, lasanje, zaklepanje žrtve v prostor, brcanje, pretepanje, boksanje, napade s strelnim/hladnim orožjem itd.

## Tipi fizičnega nasilja na delovnem mestu
Preko različnih raziskav so raziskovalci razdelili tovrstno nasilje na 4 tipe, ki se razlikujejo glede na povzročitelja nasilja )
1. Nasilje s strani neznanca
Pri tovrstnem nasilju je povzročitelj popolni neznanec in nima nobene zveze z organizacijo ali z njihovimi zaposlenimi. Nasilje se pogosto navezuje na drugo kaznivo dejanje, na primer: kraja v trgovini, rop ali s podobnim kriminalom. Pod ta tip spadajo tudi dejanja terorizma. Največ fizičnega nasilja na delovnem mestu spada pod to kategorijo, avtorji pa med drugim ugotavljajo, da so takšnemu nasilju najbolj pogosto izpostavljena podjetja, ki se ukvarjajo z menjavo denarja, zdravili, delanjem pozno v noč.
2. Nasilje s strani stranke/klienta
V ta tip se uvrščajo nasilna dejanja pri katerih ima oseba nek odnos z organizacijo oz. z njenimi zaposlenimi. Ta oseba je lahko stranka, klient, pacient, študent ali zapornik, ki stori nasilje na delovnem mestu, ali nekje drugje, medtem ko zaposleni še kar opravlja svoje delo.
Nasilje tega tipa se deli še na dve podskupini:
-	Prva podskupina: ljudje, ki so že sami po sebi nevarni, pod kar se smatrajo zaporniki in duševni bolniki. Kot primer lahko na tem mestu izpostavimo napad zapornika na pravosodnega policista. Tveganje za nasilje tega tipa v tej kategoriji je konstantno oziroma rutinsko.
-	Druga podskupina: ljudje, ki naj sami po sebi ne bi bili nevarni, so pa nevarni glede na različne situacije (situacijska nevarnost). Tu gre za opredelitev pri kateri naj bi neka situacija napeljala nenasilne ljudi v nasilno dejanje. Primer: dolgo čakanje v vrsti za neko storitev, kjer posameznik ob tem čakanju odreagira nasilno.
Avtorji izpostavljajo, da so za tovrstna nasilna dejanja izpostavljene delovne organizacije, kjer se posamezniki ukvarjajo z institucionaliziranimi osebami ali osebami, ki so duševno bolne/pod neznosnim stresom.
3.	Nasilje s strani sodelavca
Povzročitelj nasilja je v tem tipu zaposlena oseba, oz. bivši zaposleni, ki napada ali grozi ostalim zaposlenim oz. bivšim sodelavcem. 
Tovrstnemu nasilju naj bi bile izpostavljene vse delovne organizacije, pri čemer pa večje tveganje predstavljajo delovna mesta, pri katerih so pogosta odpuščanja oz. kakršnakoli oblika reduciranja delovne sile.
4.	Nasilje s strani sorodstva oz. osebnega poznanstva
Za zadnji tip nasilja je značilno, da je oseba, ki izvaja nasilje v nekakšnem odnosu z delavcem v organizaciji, pri čemer nima to nobene povezave s tem, v kateri organizaciji le-ta oseba dela. 
Ta kategorija zajema tudi žrtve nasilja v družini, pri čemer so osebe trpinčene ali nadlegovane tudi na samem delovnem mestu.
Tudi ta vrsta nasilja se pojavlja na vseh delovnih mestih, vendar je manj možnosti za preventivno delovanje na delovnih mestih, ki so dostopne javnosti in/ali imajo samo eno lokacijo, kar otežkoča premeščanje žrtev na druge lokacije. 
Nasilneža na tem mestu motivirajo težave med njim in zaposlenimi v organizacije, zaradi  česar pride na delovno mesto osebe z namenom, da jo nadleguje, grozi, rani ali celo ubije osebo s katero je bil v nekem času v določenem razmerju. 
Večina žrtev tovrstnega nasilja so ženske, pri čemer so nasilneži največkrat označeni kot trenutni ali bivši zakonski partnerji, ljubimci, sorodniki ali znanci 

## Vzroki nasilja na delovnem mestu
Vzroki nasilja na kateremkoli delovnem mestu obsegajo zelo široko področje, pri čemer moramo biti pozorni na to, da sta vedno vpleteni dve strani (žrtev, napadalec) in organizacija, kjer se to početje dogaja ter da do tega prihaja zaradi raznih konfliktov na delovnem mestu. Raziskave vzrokov nasilja na delovnem mestu kažejo na več stvari med katerimi pomembno izstopajo psihološki profili žrtev in napadalca, ki naj bi bili posledica njihovih negativnih socialnih in psiholoških procesov v otroštvu. Druge vrste raziskav pa se usmerijo na dejansko okolje, ki obkroža žrtve in napadalce in razlaga vzroke nasilja v smislu, da so krivci za nasilje socialni, kulturološki in organizacijski dejavniki. Ti naj bi torej vplivali na razvoj in obstanek nasilja na delovnem mestu v določenem obdobju. Kljub vsem navedenim vzrokom lahko ugotovimo, da je krivcev za nastanek nasilja veliko, vendar jih ne moremo z lahkoto posploševati, saj je to problem, ki ima več plasti in se lahko zgodi kjerkoli in komurkoli . 
Trije največkrat omenjeni dejavniki, ki naj bi neposredno vplivali na nastanek nasilja na delovnem mestu so:
-	Osebnostne značilnosti
-	Delovni pogoji 
-	Družbeni, socialni in kulturni vzroki

### Osebnostne značilnosti
Predstavljajo značilnosti, ki jih lahko nosi posameznik/skupina ali podrejeni/nadrejeni. V tej skupini najpogostejši vzrok predstavlja drugačnost, v smislu drugačne barve kože, spolne pripadnosti, kulture bivanja ali celo nacionalnost. Hkrati so lahko žrtve diskriminacije tudi socialno šibkejši posamezniki, ki so npr. invalidni, drugače misleči, itd. 

### Delovni pogoji
Predstavljajo notranje vzroke v organizacijah, pri čemer naj bi imeli izreden pomen nadrejeni, ki naj bi določali in skupaj z zaposlenimi oblikovali notranjo kulturo in pripadajoče vrednote.

### Družbeni, socialni in kulturni vzroki
Ti naj bi verjetno še najbolj vplivali na nastanek nasilja na delovnem mestu, kjer naj bi bil eden izmed glavnih vzrokov krepitev občutka povezanosti znotraj skupine. Zaposleni se morajo počutiti kot pripadniki določene skupine ter preko tega spodbujati timski duh. Med najpomembnejše vzroke umeščamo spremembe v gospodarstvu, ignoriranje in sankcioniranje nezaželenih oblik nasilja v delovnem okolju in neurejeno zakonodajo na področju dela 

## Posledice fizičnega nasilja
Kot vsaka vrsta nasilja, tudi fizično nasilje za seboj pusti posledice, ki se lahko odražajo na psihičnem in telesnem nivoju. Pod te posledice lahko štejemo:
Anksioznost, pomanjkanje energije, zaskrbljenost, izolacijo, strah, depresivnost, glavoboli, težave s spominom, misli na samomor, … itd.

## Preventivno delo na področju fizičnega nasilja oz. preprečevanje fizičnega nasilja na delovnem mestu
OSHA – Ameriška organizacija za varnost in zdravje je leta 1996 predstavila program preventivnega dela na področju fizičnega nasilja na delovnem mestu, ki igra pomembno vlogo tudi pri zagotavljanju duševnega zdravja na delovnem mestu

Program sestavlja več elementov:
1.	Predanost delu in vključenost zaposlenega
Glede na zahteve omenjene organizacije je ta del obvezen in izrednega pomena. Predanost delu priskrbi motivacijo delovne skupine, da se učinkovito spopada z nasiljem na delovnem mestu. Vključenost delavca pa poskrbi, da delavci razvijajo in izražajo njihove občutke v zvezi z varnostjo in zdravjem. 
Organizacija na tem mestu poskrbi, da se delavci zavejo, da zaposlene skrbi za njihovo zdravje in varnost, prav tako se posvečajo sistemu odgovornosti za udeležene vodje in zaposlene.
Hkrati je potrebna tudi pozornost za sodelovanje pri pritožbah zaposlenih glede teh težav in spodbujanje točnega in takojšnjega poročanja o nasilnih dejanjih.
2.	Analiza delovnega mesta
Analiza dela po korakih, da ugotovimo mogoče nevarnosti za nasilje na delovnem mestu.
3.	Preventiva in kontrola nevarnosti
Na tem mestu se mora organizacija posvetiti vzpostavljanju kontrole in prilagoditvam delovnega mesta, ter odzivu na prijavljena nasilna dejanja. Pri prilagajanju in vzpostavljanju kontrole se lahko posvetijo predvsem alarmnim sistemom, detektorjem kovin, varnim sobam, ki so namenjene uporabi v izrednih primerih.
Hkrati je pri tem pomembno tudi to, da se delavcem v organizaciji pove, da nikakršna oblika nasilja v tem delovnem okolju ne bo tolerirana. Spodbujati jih je potrebno k takojšnjemu prijavljanju nasilnih dejanj in morda vzpostaviti tudi ekipo, ki se bo učinkovito odzivala na takšne prijave.
4.	Trening in poučevanje
Pri tem je potrebno delavce izobraziti in opozoriti na možne nevarnosti, ki se lahko pojavijo na njihovem delovnem mestu in tudi možnostim, kako se temu izogniti oz. se zavarovati. 
Ti izobraževalni treningi bi morali zajemati vse zaposlene, vključno z vodjami in menedžerji.
5.	Sledenje in evalvacija programa
Ključno dejanje, ki je seveda pomembno pri tem, da ocenimo ali smo program dobro izpeljali. Spremljamo lahko zdravstvena poročila o poškodbah na delovnem mestu, dejanja, ki vključujejo kakršnokoli vrsto nasilja in ugotavljamo ali se tega pojavi manj, kot pred implikacijo tega programa 